# Wojciech Wąsowicz
Wojciech „Sauron” Wąsowicz (ur. w czerwcu 1981 w Krośnie), znany również jako Pig – polski wokalista i autor tekstów. Absolwent Ogólnokształcącej Szkoły Muzycznej w Krośnie oraz muzykologii na Uniwersytecie Jagiellońskim w Krakowie. Znany przede wszystkim z występów w grupie muzycznej Decapitated oraz Anal Stench. Od 2008 roku członek formacji Masachist. Poza działalnością artystyczną Wąsowicz pracował w Krakowie dla orkiestry Sinfonietta Cracovia.

## Dyskografia
- Decapitated - Cemeteral Gardens (1997, wydanie własne)
- Decapitated - The Eye of Horus (1998, wydanie własne)
- Decapitated - Winds of Creation (2000, Earache Records)
- Decapitated - The First Damned (2000, Metal Mind Productions)
- Decapitated - Nihility (2002, Earache Records)
- Anal Stench - Stench Like Six Demons (2003, Metal Mind Productions)
- Decapitated - The Negation (2004, Earache Records)
- Anal Stench - Red Revolution (2004, Empire Records)
- Decapitated - Human’s Dust (DVD, 2008, Metal Mind Productions)
- Masachist - Death March Fury (2009, Witching Hour Productions)
- Masachist - Scorned (2012, Selfmadegod Records)